# Гиби
Гиби (њем. Güby) општина је у њемачкој савезној држави Шлезвиг-Холштајн. Једно је од 165 општинских средишта округа Рендсбург. Према процјени из 2010. у општини је живјело 882 становника. Посједује регионалну шифру (AGS) 1058067.

## Географски и демографски подаци
Гиби се налази у савезној држави Шлезвиг-Холштајн у округу Рендсбург. Општина се налази на надморској висини од 33 метра. Површина општине износи 11,9 km². У самом мјесту је, према процјени из 2010. године, живјело 882 становника. Просјечна густина становништва износи 74 становника/km².

## Међународна сарадња
| Мјесто | Држава   | Врста сарадње | Од    |
| ------ | -------- | ------------- | ----- |
| Хал    | Аустрија | партнерство   | 1982. |
| Извор  |          |               |       |